# Estan tocant la nostra cançó
Estan tocant la nostra cançó (títol original en anglès: They're Playing Our Song) és un musical amb llibret de Neil Simon, lletres de Carole Bayer Sager i música de Marvin Hamlisch.
La història es basa en la relació real de Hamlisch i Sager, en què un compositor bromista es troba una lletrista nova i poc convencional, però que en un inici el xoc està fet. Els dos pateixen una sèrie de judicis i pujades i baixades enmig d'obstacles fins a trobar l'amor veritable en l'última escena.
They're Playing Our Song és essencialment un espectacle de dos personatges. Vernon i Sonia són els únics personatges en escena; cadascun d'ells té un cor grec de 3 personatges que actuen com a veus interiors, i no hi ha grans números de producció.

## Produccions
Produït per Emanuel Azenberg, el musical s'estrenà al Ahmanson Theatre de al Los Angeles desembre de 1978. Després d'onze prèvies, la producció de Broadway, dirigida per Robert Moore, coreografiada per Patricia Birch i protagonitzada per Robert Klein i Lucie Arnaz (en el seu debut a Broadway), s'estrenà l'11 de febrer de 1979 a l'Imperial Theatre, on es representà en 1.082 funcions. Entre els substituts dels protagonistes estaven Tony Roberts, Stockard Channing, Victor Garber, Anita Gillette i Ted Wass. L'enregistrament del repartiment original va ser publicat per Casablanca Records.
La producció del West End s'estrenà l'1 d'octubre de 1980 al Shaftesbury Theatre amb Tom Conti i Gemma Craven, qui guanyaria un Premi Laurence Olivier per la seva actuació. Entre les Veus interiors estava Deena Payne; i entre els substituts notables al repartiment original estava Martin Shaw. Tancà el 8 de maig de 1982. També es va publicar un enregistrament del repartiment de Londres.
La producció original australiana s'estrenà el 23 d'agost de 1980 al Theatre Royal de Sydney. Estava protagonitzada per John Waters i Jacki Weaver, amb Rhonda Burchmore com una de les Veus interiors.
S'estrenà en castellà a l'Argentina el 1980, protagonitzada per Valeria Lynch i Victor Laplace.
El 1990 s'estrenà en català al Teatre Goya, en una adaptació de Joan Vives, dirigida per Ricard Reguant i protagonitzada per Pep Anton Muñoz i Àngels Gonyalons. Es van fer més de 200 representacions. L'any 91 es va estrenar la versió castellana del musical al teatre Alcalá de Madrid en una versió traduïda per Josep Maria Pou. Per la seva interpretació del personatge de Sònia, Àngels Gonyalons va rebre l'any 1990 el Premi Margarida Xirgú a la millor actriu. La gravació musical de l'espectacle va obtenir el premi de la Generalitat al millor disc de l'any.
La producció del Singapore Repertory Theater la representà a les Filipines entre juliol i agost del 2000. Estava protagonitzada per la guanyadora del premi Tony Lea Salonga i per Adrian Pang.
Entre agost i setembre del 2008 es representà un revival a Londres a la Menier Chocolate Factory, protagonitzada per la guanyadora del concurs televisiu How Do You Solve a Problem Like Maria?, Connie Fisher i Alistair McGowan.

## Sinopsi
Primer Acte
El compositor de música pop Vernon Gersch, esperant trobar un nou col·laborador, es troba amb Sonia Walsk, qui ja ha tingut alguns èxits escrivint cançons, al seu luxós apartament de Manhattan. Ell és distant i centrat, mentre que ella és distreta i desorganitzada; però Vernon ja ha escrit la música per a una cançó de Sonia, i decideixen seguir endavant. Sonia, esgotada per la seva ruptura amb el seu amant Leon, arriba un dia tard a la seva primera sessió de treball. Quan comencen, li diu a Vernon que s'han de conèixer a nivell personal per tal que la seva feina rutlli, i decideixen anar a sopar a "Le Club".
Sonia, que ha estat tractant d'alleugerir l'angoixa de Leon, es retarda de nou, i la nit comença malament. Tots dos discuteixen, i després ballen en un esforç per calmar-se. Se seuen per gaudir de la nit, i escolten les seves pròpies cançons que sonen pel sistema de so. Una nova sessió de treball, en la que cap dels dos escolta a l'altre, però Vernon la convenç per anar de cap de setmana romàntic a la casa de la platja a Long Island. El viatge està ple de problemes amb el motor del cotxe. Finalment, arriben a la casa, però una trucada telefònica de Leon amenaça el romanticisme. Sonia, decidida a concentrar-se en Vernon, diu a Leon que no pot ajudar-lo i li penja el telèfon.
Segon Acte
Una setmana després, i Vernon pateix insomni. Sonia el manipula a la seva manera dient-li que no té lloc per allotjar-se, car Leon està vivint a casa seva. El romanç entre Vernon i Sonia funciona durant un temps, però la seva relació comença a trontollar donada la incapacitat de Sònia per allunyar al seu ex-nòvio. A més, quan s'allunya del piano, a Vernon li apareixen totes les neurosis i és incapaç d'expressar els seus sentiments més profunds. Després d'analitzar les seves dificultats per viure i treballar junts, se separen després d'una sessió de gravació.
Uns mesos després, mentre que Vernon està a un hospital de Los Angeles, Sonia arriba per sorpresa amb un petit piano de joguina per a Vernon. Mesos després, tots dos s'han separat, però han arribat a la conclusió que, malgrat les seves diferències, estan millor junts. Vernon va a l'apartament de Sonia a Nova York per dir-li que vol intentar-ho de nou. Ella està d'acord, i es reconcilien amb un petó.

## Cançons
| Acte I - Fallin' - Vernon - Workin' It Out - Vernon, Sonia, Veus - If He Really Knew Me - Sonia, Vernon - They're Playing Our Song - Vernon, Sonia - If He Really Knew Me (Reprise) - Vernon, Sonia - Right - Sonia, Vernon, Veus - Just for Tonight - Sonia | Acte II - When You're in My Arms - Vernon, Sonia, Veus - I Still Believe in Love - Sonia - Fill in the Words - Vernon, Veus |

## Premis i nominacions

### Producció original de Broadway
| Any  | Premi               | Categoria                            | nominat              | Resultat   |
| ---- | ------------------- | ------------------------------------ | -------------------- | ---------- |
| 1979 | Premi Tony          | Millor Musical                       | Millor Musical       | nominat    |
| 1979 | Premi Tony          | Millor Llibret de Musical            | Neil Simon           | nominat    |
| 1979 | Premi Tony          | Millor Actor Protagonista de Musical | Robert Klein         | nominat    |
| 1979 | Premi Tony          | Millor Direcció de Musical           | Robert Moore         | nominat    |
| 1979 | Premi Drama Desk    | Musical Més Destacat                 | Musical Més Destacat | nominat    |
| 1979 | Premi Drama Desk    | Llibret de Musical Més Destacat      | Neil Simon           | nominat    |
| 1979 | Premi Drama Desk    | Actriu de Musical Més Destacada      | Lucie Arnaz          | nominada   |
| 1979 | Premi Drama Desk    | Música Més Destacada                 | Marvin Hamlisch      | nominat    |
| 1979 | Premi Drama Desk    | Il·luminació Més Destacada           | Tharon Musser        | nominat    |
| 1979 | Premi Theatre World | Premi Theatre World                  | Lucie Arnaz          | GUANYADORA |

### Producció Original de Londres
| Any  | Premi                  | Categoria                | nominat           | Resultat   |
| ---- | ---------------------- | ------------------------ | ----------------- | ---------- |
| 1980 | Premi Laurence Olivier | Millor Musical           | Millor Musical    | nominat    |
| 1980 | Premi Laurence Olivier | Director d'un Musical    | Michael Blakemore | nominat    |
| 1980 | Premi Laurence Olivier | Millor Actor de Musical  | Tom Conti         | nominat    |
| 1980 | Premi Laurence Olivier | Millor Actriu de Musical | Gemma Craven      | GUANYADORA |

### Producció de Barcelona
| Any  | Premi                                                    | Categoria                                                | nominat           | Resultat   |
| ---- | -------------------------------------------------------- | -------------------------------------------------------- | ----------------- | ---------- |
| 1993 | Premi Margarida Xirgu a la Millor Interpretació Femenina | Premi Margarida Xirgu a la Millor Interpretació Femenina | Àngels Gonyalons  | GUANYADORA |
| 1993 | Premi de l'Associació d'Espectadors d'Alacant            | Millor Espectacle                                        | Millor Espectacle | GUANYADOR  |